# ジョアッキーノ・グレコ

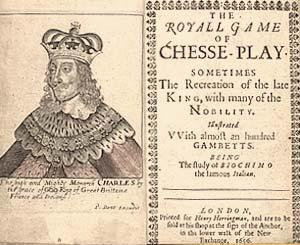
ジョアッキーノ・グレコ

ジョアッキーノ・グレコ（イタリア語: Gioachino Greco, 1600年頃 – 1634年頃）は、17世紀に活躍したイタリアの著名なチェスプレーヤー、著述家である。姓は「クセンティーノ」、または「カラブリア出身者」を意味する「イル・カラブレーゼ」とも呼ばれた。彼は初期の完全なチェスゲームを記録したことで知られ、その功績から史上初のプロのチェスプレーヤーの一人とされる。

## 生涯
グレコは1600年頃にイタリアのカラブリア地方にあるチェーリコで生まれた。彼の生い立ちについては多くが不明であるが、正式な教育を受けておらず、比較的低い社会階級の出身であった可能性が示唆されている。
1619年頃から、グレコは戦術や巧妙なゲームをまとめたノートをつけ始めた。彼はこれらの手稿を富裕な後援者に贈る習慣があったという。ローマでは、コルシーノ・デッラ・カーサ・ミヌートリ・テグリーニ枢機卿サヴェッリ、フランチェスコ・ボンコンパーニ枢機卿らがその写本を受け取った。1620年に書かれた彼の最も有名な手稿の一つは、ローマのコルシニア図書館に「Trattato del nobilissimo gioco de scacchi（高貴なるチェスゲームの論考）」という題で現存している。
1621年にはローマを離れ、ヨーロッパ各地を巡りながら他のプレーヤーと対戦し、自身のチェスの腕前を試した。その後、西インド諸島で亡くなったとされる。その正確な没年は1634年頃と推定されているが、一部の資料では1630年と記されている場合もある。

## 業績と影響
グレコの最も重要な貢献は、詳細なチェスゲームの記録と、それらのゲームを分析した著作である。彼が記録したゲームは、対戦相手が示されていないことから、おそらく実戦の記録ではなく、戦略や戦術を説明するために考案された構成されたゲームであると考えられている。しかし、これらのゲームは華麗なコンビネーションの模範として役立ち、後のチェス理論の発展に大きな影響を与えた。
彼の著作には、駒の獲得を重視するプレーヤーと、駒を犠牲にしてでもチェックメイトや有利な局面を追求するプレーヤーという、チェスに対する2つの異なるアプローチを示す一連のゲーム分析が含まれている。彼の研究は、オープンニング理論、特にイタリアンゲームやキングスギャンビットにおける初期の戦術の基礎を築いたとされる。グレコのゲーム集は、後に多くの言語に翻訳され、ヨーロッパのチェス界で広く研究された。

## 参考書籍
- Greco, Gioachino. Gioachino Greco On the Game of Chess. (初版は1620年頃の手稿、後の出版物に基づく)